# Манлай
Манлай (монг.: Манлай) — сомон аймаку Умнеговь, Монголія. Площа 12,4 тис. км², населення 2,3 тис. чол. Центр сомону селище Уйзен лежить за 550 км від Улан-Батора, за 224 км від міста Даланзадгад.

## Клімат
Клімат різко континентальний.

## Соціальна сфера
Є школа, лікарня, санаторії, культурний та торговельно-обслуговуючий центри.